# HIVワクチン
HIVワクチン（エイチアイブイ ワクチン 英：HIV vaccine）はヒト免疫不全ウイルス（HIV）の感染により、後天性免疫不全症候群（AIDS）と診断された患者、又はHIV感染者もしくは未感染者に対して投与する薬品の総称。
現在、ヒト免疫不全ウイルス（HIV）に対する効果的なワクチンは無く、多くのHIV研究者は予防接種を施された個人をHIV感染から予防する為のHIVワクチンの開発を課題としている。HIVワクチンについては「完全排除」つまり、ワクチンによってヒトのHIV感染を防げなければならないと考えられていた。近年、HIVワクチン開発の目標の1つとして、感染ではなく「発症」を防ぐ事にある。
但し、HIVワクチン開発の戦略は多岐に渡っており、各国で開かれるエイズ会議による結果が待たれている。

## 概要
1987年、HIV感染者の為の治療的予防接種という考えを初めて提案したのは、ポリオワクチンで有名なジョナス・ソーク博士（Jonas Salk）であった。彼の考えは、死んでいるウイルス粒子（ビリオン）で、尚且つ外側の皮膜が剥がされているウイルス粒子を植え付けるというものであった。これはHIV感染細胞の表面に現れるHIVの内側の蛋白質に免疫反応を刺激するものであった。
1981年以来、2500万人以上に及ぶエイズ関連の犠牲者が出ている事もあり、ヒト免疫不全ウイルス（HIV）に効果的なワクチンの開発は緊急性を要している。
実に、2002年のアフリカにおいて病原体による死の主要要因は後天性免疫不全症候群（AIDS）となっている。
ワクチンに変わる医療療法として高い有効性が認められているHAART療法 (HAART)がある。HAART療法は、1996年に登場して以来多くのHIV感染者に対してプロテアーゼ阻害剤を基に多剤併用療法を用いて、HIV患者の症状とウイルス血（症）を安定させている。しかし、HAART療法ではHIV感染の世界的な拡大を防止する事が出来ず、最もAIDSの被害を受けた国におけるセーファーセックス導入措置もHIV感染被害の拡大を止める事は難しかった。未診断のHIV感染者を通じてHIV感染の拡大を阻止をする意味においては、HIVワクチンによる予防接種がAIDSの世界的な流行を止める事が出来る重要な方法だと考えられる。

### HIV構造
HIVはレトロウイルス科に属している。様々な発症様式があるにも関わらず、すべてのレトロウイルスは類似した構造、ゲノム構成、複製様式をとる。レトロウイルスは宿主の細胞膜からなる膜（以下、エンベロープ）を有し、感染の際に細胞レセプターと結合する外被糖蛋白質SU（結合蛋白質、gp120とも呼ばれる。以下、外被糖蛋白質gp120）と、それに連結した貫通型蛋白質TM（融合蛋白質、gp41とも呼ばれる。以下、外被糖蛋白質gp41）(en)からなる突起を持つ。ウイルス粒子（ビリオン）は主要カプシド蛋白質CA（P24とも呼ばれる）を含んだ正20面体の核を有する。カプシドとエンベロープの間には、二本鎖DNAプロウイルスの核内へ侵入する為、又はウイルスの集合に必要とされる外マトリクス蛋白質 MA（P17とも呼ばれる）が存在する。カプシド内には、同一なプラス鎖1本鎖RNA（リボ核酸）ゲノムが2つ存在する。RNAは塩基性蛋白質NC（核蛋白質、P7とも呼ばれる）と共にヌクレオカプシドを構成している。
HIV RNAから生成される糖蛋白質はgp160（以下外被糖蛋白質gp160）と呼ばれ、合成によりHIVウイルスのエンベロープ内（上）の2つの蛋白質である外被糖蛋白質SU(gp120)と貫通型蛋白質TM（gp41）を生成する。
また、逆転写酵素やインテグラーゼ、
プロテアーゼといった酵素がある。
宿主細胞のtRNAはそれぞれのウイルスRNAに水素結合しており、これが逆転写の機能となる。

### HIV系統群
1983年5月、パリのパスツール研究所のウイルス腫瘍部長リュック・モンタニエ（Luc Montagnier）とその同僚達が、後にエイズを引き起こす事が示されるウイルスを最初に分離した。彼らは、リンパ節腫大症候群の患者の腫張リンパ節の1つから分離した為、そのウイルスをリンパ節症関連ウイルス（Lymphadenopathy-Associated Virus:LAV）と命名した。他のウイルスの分離は、1984年8月サンフランシスコのカリフォルニア大学のジェイ・レビィ（Jay Levy）とその共同作業員によって示された。彼らはエイズ関連レトロウイルス（Aids-Associated Retro Virus：ARV）と命名した。1984年4月、国立癌研究所のロバート・ギャロ研究室員が、ウイルス患者への感受性が高く、他の感染したT細胞を破壊する殺傷作用に抵抗する能力がある癌性のT細胞を確認したと報告した。ギャロにより、「ヒトT細胞白血病/リンパ腫ウイルス（後にヒトT細胞白血病ウイルス Human Tcell Leukemia Virus：HTLV）」として公表された。このレトロウイルスは主としてT4補体細胞を攻撃するものであった。ヒトT細胞リンパ好性ウイルスⅠ型（Human Tcell Lymphotropic Virus Ⅰ:HTLV-Ⅰ）は成人T細胞白血病に関連するウイルスで、米国よりも日本人に多いとされ、ヒトT細胞リンパ好性ウイルスⅡ型（Human Tcell Lymphotropic Virus Ⅱ:HTLV-Ⅱ）は、毛細胞白血病に関連するウイルスになる。ヒトT細胞白血病ウイルスは、動物の腫瘍ウイルスと多くの特徴を共有し、エイズウイルスに類似している。ヒトT細胞好性ウイルスのHTLV-ⅠとⅡは似ているが、全く違う方法でこれらは細胞に作用する。これらのウイルスはT細胞内で管理されずに分裂増殖する一方、エイズウイルスはこれを殺傷する。国立癌研究所（NCI）研究者は48人の患者からヒトT細胞リンパ球性ウイルスⅢ (Human Tcell Lymphotropic Virus Ⅲ：HTLV-Ⅲ）と称する新たなウイルスを分離したと報告した。これは、エイズを発症する活動性の遅いウイルスである事が分かった。HTLVの意味は、既知のすべてのレトロウイルスがTリンパ球への吸引力を共有するという事実から「ヒトT細胞リンパ球性ウイルス」とされた。医学文献では、エイズの原因となるウイルスはこれを含めて異なった名で呼ばれる。白血病や他のTリンパ好性細胞癌のようなリンパ性疾患を起こすことが知られているウイルス群の3番目のウイルスであると思われる為に付いた、ヒトTリンパ球性ウイルスⅢ型（Human T-Lymphocyt Virus type Ⅲ:HTLV-Ⅲ）は、レトロウイルスの一種であると考えられ、エイズ関連ウイルス（Aids-Associated Virus:AAV）又はリンパ節症（Lymphadenopathy-Assoiciated Virus:LAV）ともいう。これらは、疾病に対して抗体がつくられることによって、身体の免疫となる同じ白血球細胞である。1985年後半～1986年初頭には、名前問題を解決しようという事態が起こる。これは、研究者がヒトエイズウイルスに非常に類似したウイルスを確認した事から始まった。この類似したウイルスをSTLV-Ⅲ（サルリンパ好性ウイルスⅢ型）と命名したが、数ヵ月後、米国とフランスの研究チームが西アフリカで2つの新たなレトロウイルスを発見したと発表した。米国のチームはそのウイルスをHTLV-Ⅳと呼び、フランスのチームはLAV-2と呼んだ。その後の研究で、2グループの研究された群は同じウイルスによる異なった感染で、人間のエイズウイルスよりもサルのウイルスに似ている事が明らかになる。1984年5月、最終的にウイルス分類国際委員会は、人間のウイルスをヒト免疫不全ウイルス（Human Immunodeficiency Virus:HIV）と呼び、サルのウイルスはサル免疫不全ウイルス（Simian Immunodeficiency Virus:SIV）と命名した。今日、HIV-1は、HTLV-Ⅲ、LAV及びARVのすべての分離物に用いられる。またHIV-2は、LAV-2及び全ての関連する分離物の公式名称となっている。

### HIVゲノムの構造とサブタイプ
HIV RNAゲノムは3つの主要な遺伝子を含む。
- gag遺伝子：CA,MA,NCといった核蛋白質やマトリクス蛋白質をコードする遺伝子
- pol遺伝子：逆転写酵素、プロテアーゼ、インテグラーゼ、リボヌクレアーゼをコードする遺伝子
- env遺伝子：TM,SUといった貫通型蛋白質と表面蛋白質をコードする遺伝子

その他様々な機能を持つ調整・補助蛋白質をコードする遺伝子は、polとenvのあいだに位置している。
- vif遺伝子：HIV粒子の成熟に必要。無細胞ウイルスの感染性を強める
- vpr遺伝子：転写活性化因子
- vpu遺伝子：ウイルスの出芽に必要
- nef遺伝子：ウイルス複製に必要
- tat遺伝子,rev遺伝子：ウイルスの転写の強力な活性化因子、構造遺伝子の発現調節因子は共に結びついている。

ウイルスゲノムの両端末にはRという反復配列が存在し、これが逆転写に関与する。二本鎖DNAプロウイルスの合成に伴ってRとUが配列が複製され、LTR（Long Terminal Unit）と呼ばれる2つの反復配列が生成される。
- U3 R U5 LTR：宿主の転写因子が結合する。

ウイルスRNAの5’端末は宿主細胞の染色体にウイルスが組み込まれるのに必要な部位と、逆転写を開始するのに必要なtRNAプライマー結合部位を兼ね備えたU5という配列が存在する。ウイルスRNAの3’端末はU3といったヌクレオチド配列になっており、DNAプロウイルス転写の調整に重要となる。
HIVサブタイプ(en)は、遺伝子学的にほぼ等距離にあり、系統樹上独立した群を形成するものとして定義付けられる。遺伝子学的系統関係から、HIV-1のサブタイプはグループM,N,Oの3グループに分けられる。この中でもグループMは、世界流行の主要な原因となっているウイルス群で、A1,A2,B,C,D,F1,F2,G,H,J,Kの11種類のサブタイプと、A1,A2,F1,F2のサブサブタイプに分類される。西アフリカ地域に限局した流行の見られるHIV-2は、A,B,C,D,E,F,Gの7種類に分類されるが、この内ヒト集団に分布しているのはAとBの2サブタイプである。これらサブタイプ間の組み換えウイルスが世界流行の動因として重要な役割を持っている事が明らかにされつつあり、組み換え型流行株（Circulating Recombinant Form:CRF）と呼ばれるものである。CRFには現在16種類が知られており、発見の順番を示す数字と組換えに関与するサブタイプ名を加え、CRF02_AGというように命名する規約になっている。3種類以上のサブタイプによる複雑なCRFにはCRF06_cpx（complexの略）のような名前が与えられる。東南アジア地域に分布していた、これまでサブタイプEとされた流行株は、サブタイプAとEの組換えウイルスである事から新たなガイドラインでは、CRF01_AEと命名された。

## HIVの複製サイクル
HIVは遺伝物質（RNA）を持つ2つ短い螺旋、又はわずかな酵素を含む蛋白質のカプセルに過ぎず、HIV自体では生命活動は営めない。
感染の初期ないし急性期の間、血液は沢山のウイルス粒子を含み、これらはさまざまな臓器、特にリンパ組織を通して体内に広がる。初期のウイルスの増殖は感染から数週間以内であれば細胞障害性Tリンパ球（CTL）で1000分の1か、それ以下に減少させる事が出来る。免疫機構は細胞傷害性T細胞（CD8陽性T細胞）とB細胞の産出した抗体により対抗する。しばらくするとそれらは使い果たされ消滅する。通常感染初期に続く免疫応答がウイルスを低いレベルまで減少させるという事実にもかかわらず、わずかなHIVは必ず生き残る。
活性化すると特定の免疫細胞において新たなウイルス工場へと変化させ、この免疫細胞は新たなウイルスカプセルを産出して死滅する。この過程で他の細胞にも感染して免疫系は機能しなくなる。主に影響を受ける細胞はTリンパ球の1つで、CD4陽性T細胞とよばれる。CD4陽性T細胞はすべてCD4受容体という付属器を持っており、この受容体を通じてHIVの攻撃は行われる。HIVカプセルの外被糖蛋白質gp120がCD4受容体にはまり込む。外被糖蛋白質gp120とCD4受容体が結合すると、ウイルスカプセル内のRNA及び酵素が自由に細胞内部へと流れ込む。
補助的な受容体として、サイトカイン（ケモカインレセプター）が、細胞核へ侵入する際に必要となる。これによってウイルスのエンベロープと細胞膜の融合がおこる。
一度細胞内に入り込むと、HIVは細胞の機構となり、まず逆転写酵素がRNA中の情報を用いて、DNAの二重鎖（一部分のみ）をつくる。
この過程は細胞質内の核の中で行われ、逆転写酵素により最初はDNAとRNAを混同した分子が合成され、続いて2本目のDNA鎖が合成されプロウイルスと呼ばれるようになる。ウイルス粒子の核とプロウイルスは宿主細胞の核内に運ばれ、ウイルスのインテグラーゼが染色体DNAを切断し、プロウイルスが宿主DNAへ挿入される。こうしてプロウイルスは宿主細胞の遺伝子の一部として安定する。宿主細胞においてDNAはmRNAとウイルスRNAに転写される。ウイルスmRNAはウイルス酵素や構造蛋白質に翻訳される。そして、ウイルス粒子が細胞膜から出芽する際に、ウイルスのプロテアーゼが活性化され、多蛋白質が生じて、集合する事により成熟したウイルス粒子となる。細胞膜から出芽をする時、成熟したレトロウイルスはエンベロープを獲得する。
プロウイルスは、新たなウイルスのRNA鎖を産出する為、宿主細胞内の酵素に指示を出し始め、他の酵素が新たなウイルスカプセルの為の原材料を産出する為にRNAの一部が働く。プロテアーゼによって、この原材料を短い断片に切断し、この断片は新たなHIV粒子を形成する為に集合して、細胞の表面から放出し漂いながら他の細胞に感染する。この過程で宿主細胞は死滅する。HIVウイルス粒子はこの複製サイクルを繰り返す。

## HIVワクチン開発の問題点
いまだ解決されていない問題点のうち、研究者の間で見解が一致していないものが、ワクチンによってHIVに対する防御免疫を与えるためにはどのような種類の測定可能な免疫応答を誘発する必要があるのかという予防（免疫）関連要因（個体のHIV感染を防ぐ特定の免疫応答）についてである。つまり、血液の免疫応答か、粘膜においてなのか、抗体産出なのか、それとも細胞性免疫反応なのかについてである。また、HIVワクチン開発には、他にも数々の問題が存在する。第1にあらゆる不活性化ワクチンに内在する危険性である。もし、HIVが生きていたまま残存していたら。あらゆるウイルスは、細胞が新しい細胞を形成して増殖させるよう指示する事によって、細胞を破壊するものである。しかし、エイズウイルスは細胞に侵入するだけではなく、自身の遺伝子をその細胞の遺伝子に埋め込み、免疫応答から逃れ、いつまでもそこに留まる。この為、生ウイルスが1つでも混入すれば、疾患を引き起こす事が十分考えられる。第2にエイズウイルスは極めて変化しやすく、現存する複数のウイルス株も既知のいかなるウイルスよりも速いペースで変異を続けている。あるHIV株に効果を発揮するワクチンでも、他の株には効果がないという事が起こり得る。ワクチンを実用化するには、この変異性の問題に対処しなければならない。第3の問題は、ヒトの最も一般的な感染経路が性交渉であるという事実である。HIVは性交渉中、性器の粘膜細胞に直接感染する。細胞傷害性T細胞（CTLとも呼ばれる）が血液中にあっても、性交渉によるHIV感染を完全に防御するには十分でない可能性が高く、特異的な粘膜反応を活性化させる必要もあるとみられる。この経路による感染を防ぐ為には、細胞性免疫が必要とされ、免疫システムの中でも粘膜周辺の体液内の抗体だけでなく、ウイルスを攻撃する白血球（細胞傷害性T細胞）を利用する必要がある。第4の問題は、自然免疫の内容がはっきりしない事である。感染者は感染によって免疫を獲得するのではなく、エイズウイルスが抗体産出システムを破壊してしまう為死亡してしまう。第5の問題は、HIV感染からエイズを発症する実験動物が存在しない事である。このような動物がいれば、効果があるかもしれないワクチンの試験を容易に行うことが出来る。しかし、実験動物が存在しない為に研究者は人間の自発的研究参加者に頼るしかない。
第6の問題は、途上国でのHIV/AIDS感染者が、大多数を占めている事である。途上国のほとんどの人がワクチンを受ける事が困難であり、また現地においてワクチンを生産する材料や設備も不足している。第7の問題は、HIVワクチン開発における経済問題となる。詳細は下記。
NIAIDのエイズ研究部門部長であるジャック・キレン博士は、理想のHIVワクチンの基準を大まかに説明しており、理想のワクチンとは安全でほとんど副作用を生じず、感染の危険があるすべてのHIVサブタイプに対して強力な免疫応答を誘発するものであり、感染の可能性があらゆる感染経路、特に膣粘膜及び直腸粘膜からの感染を長期的に防ぐ事ができ、低費用で製造でき、かつ世界のどこにおいても容易に保存・投与が可能なものである。HIV疾患の根底にある生物学的なしくみについての理解が深まれば、安全かつ有効なワクチンの設計が容易になる。

### HIVワクチン
但し、現状ではHIV感染を完全に防げるものはなく、いくつかのHIVワクチン候補は、治験における臨床試験の段階にある。

## ALVACワクチン
このワクチン製品は、細胞性応答と液性応答の両方を誘導する事が出来ると見られる。複数のHIV遺伝子の一部（細胞性応答誘導のため）に加え、gp120ワクチンという「追加抗原」（液性応答を誘導する為）を、パスツール・メリウー・コンノート社の生カナリア痘ウイルス（人体に無害）に運ばせるものである。

## 改変ワクシニアアンカラ（MVA）
2011年、マドリードの国立生物学センターの研究で治験のデータを使い、改変ワクシニアアンカラB（MVA-B）が開発された。研究では改変ワクシニアアンカラB（MVA-B）はHIVに対して90%の効果が証明されていた。
2012年のエイズ会議では、ポリ乳酸（PLA）-カプシド蛋白質（p24）/改変ワクシニアン（MVA）-gag遺伝子のプライムブースト法を用いたHIVワクチンが発表されている。これはHIV-1感染者からgag遺伝子、もしくはTat,Nef,Rev遺伝子で覆った改変ワクシニアン（MVA）を使い、単球由来樹状細胞（MDDC）を、プロウイルスが完熟する前の段階で発現させて感染を防ぐ事が目的となる。単球由来樹状細胞（MDDC）は血液中を循環している食作用のある単核白血球で、
食作用が強い単核大細胞（マクロファージ）に分かれる。マクロファージは、細菌、ウイルス、毒物等体内への危険な侵入物を取り込んで消化、分解して、抗原の情報をT細胞に提供する役割があり、
単球由来樹状細胞を発現させる事でT細胞の誘導と増強や免疫反応の調査と、HIVのプロウイルスを単球由来樹状細胞に感染させる事でウイルスの複製を防ぐ事が出来ると考えられる。結果、単球由来樹状細胞がわずかに発現し、ケモカインレセプターとの結合が起こって蛋白質（免疫グロブリン）と結び付く事で単球由来樹状細胞はHIVに曝される結果となった。それによって、抗ウイルス作用や免疫作用のある活性化T細胞によるサイトカインと、癌細胞等を直接攻撃する細胞傷害性T細胞や、免疫力を高めるヘルパーT細胞の増殖と活性化を促すリンホカインが分泌された。但し、マクロファージが炎症性サイトカインの一種（TNF-α：腫瘍壊死因子α）を一部分泌する結果となった。

## V520
アメリカ国立アレルギー・感染症研究所によって造薬され、アメリカ国立衛生研究所と製薬会社メルク・アンド・カンパニーが展開した V520 と呼ばれたワクチンは、弱いアデノウイルスを含んでおり、3つのHIVサブタイプB(gag / pol / nef)を免疫系へ送り出して HIVの細胞性免疫を刺激する事でT細胞の生産を促し、HIV感染された細胞を破壊するものだった。V520による患者への副作用が無かった為に安全とされ、ボランティアの半分以上にHIVに対する細胞性免疫の誘導が見られた。
また、臨床試験の参加者達の中には、アデノウイルスによるHIV感染や軌道内感染を起こす者はいなかった。2004年12月13日、HIVワクチン臨床試験ネットワーク(en)（HVTN）が北アメリカ、南アメリカ、カリブ海とオーストラリアでHIVワクチンの効果を試す治験(en)（STEP study）の募集をかけ、3000人が治験に参加した。
しかし、2007年9月HIVワクチン臨床試験ネットワークは、予防接種におけるHIV感染の危険が増加したという結果を受けて、今後V520の展開を続けないと発表。
危険が増した理由には、rAd5アデノウイルスによるアデノウイルス抗体の肥大が起こり、他のウイルスにさらされる結果となった。
また、HIV抗原を注入した臨床においてはT細胞反応の障害となる事も分かった。
さらには、V520によるものとされる、HIV-1感染患者が出てくる場面も見られ、
同年9月、HIVワクチン臨床試験ネットワークはV520をHIV感染の拡大に対して効果を持たないと宣言し、V520による治療及び施与を中止した
。
2009年にはV520によるHIVワクチン研究を終えるとHIVワクチン臨床試験ネットワークは予期した。

## AIDSVAX (RV144)
AIDSVAX(en)はVaxGen社(en)によって開発されたワクチン。AIDSVAXは、2003年にタイでRV144(en)と呼ばれるワクチン療法として施されており、タイの治験
ではAIDSワクチンとしても開始された。
。
2009年10月、AIDS会議でRV144の治験結果が発表された。治験では26,676人が審査され、その中の16,402人が無作為に選ばれた結果、16,395人が候補となった。8197人にワクチンが施され、他の8198人にはプラシーボが施された。参加者が受けたワクチンには、AIDSVAXのgp120ワクチン（サブタイプBとCRF01_AEエンベロープを含んだ）で追加免疫効果を促すと共に、組換えカナリア痘媒体ワクチンを、遺伝子操作によってHIV-1のgp120に繋ぎ合わせ、gp41膜内外で繋ぎ留めて、HIV-1遺伝子"gag"とプロテアーゼを加えたALVACワクチンによるプライムブースト法を用いたものであった。参加者達は3年に渡り6ヶ月ごとにHIV検査があり、3年後、ワクチンを投与されたグループは、プラシーボを投与されたグループに比べてHIV-1の感染率が31.2%減少したという結果になった。
2011年のバンコクで開かれたAIDS会議での発表では、2009年のRV144によるHIV感染率の減少から、HIV感染と免疫応答の関係を分析した治験の結果が発表された。類似構成のワクチンを施されてHIV感染した41人とHIV感染しなかった205人、プラシーボを施された40人が対象とされた。RV144によるHIV感染率には2つの相互関係が見られる。
- gp70の一部であるV1V2ループに結びつけた免疫グロブリンGはHIV感染と相反関係となり、感染率が43%減少した。
- 血漿中の免疫グロブリンAはHIV感染と相互関係となり、感染率が54%増加した。

さらに、マカークサルにRV144モノクローナル抗体を注入した動物モデルにおいては、
- 高いV1V2ループ反応がHIV-1の感染の低さに関連する。
- （Env遺伝子を含む）高い免疫グロブリンAの反応がHIV-1の感染の高さと関連する。

という共通点が明らかになった。

## ソークHIV-1ワクチン
ジョナス・ソークが開発したワクチンでソーク抗原としても知られる。不活性HIV-1（マイナスのgp120エンベロープ）から造られ、ミネラルと油（不完全フロイントアジュバンド）入りの乳濁剤。ワクチンの免疫抗原性を高める為に用いられる。

## 動物モデル
HIVワクチンの研究の為の動物モデル(en)にはサルが対象となる。
これは、HIVが恐らくはサルの体内で突然変異したサルウイルスにヒトが感染した結果として、サル免疫不全ウイルス（SIV）であるSIV-1から進化したと長い間に渡って考えられているからである。SIVに感染した1部のマカークザルにエイズのような症状が見られる。現在の知見によれば、チンパンジーがAIDSを発達させ、世界のAIDSによる負担の大部分の原因となっているヒトウイルスであるHIV-1が種間を飛び越え得ることが確認されている。1993年には、SIVを予防するワクチンを作り出す新たな取り組みが報告された。これは弱毒化した生SIV株を使ったもので、弱毒化ウイルスは急速で致死的な感染症ではなく、良性の持続感染をもたらした。ワクチン接種から2年以上経てから4頭のサルでワクチンの有効性を検証したところ、2種類のSIV株に対して完璧な感染阻止効果を示した。複数のHIV遺伝子を欠失させたワクチンを使ったチンパンジーによる実験も行われているが、このワクチンに関するヒトを対象にしたデータはない。
SIVとHIVとの間にはいくつかの相違点が見られ、エンベロープを持つウイルスを基にしたワクチンでは、チンパンジー、マカク属のサルの感染予防に成功しているが、
類似構成で疫られたワクチンを治験の参加者に施した場合、HIV‐1に感染させられる結果となってしまった。
動物モデルとしてチンパンジーがよく使われてきた。チンパンジーは人間と遺伝子的類似性があり、人間以外でHIV-1に感染する唯一の霊長類である。（ただし、感染しても発症しない）しかし、野生のチンパンジーが生息するアフリカで生息地の破壊等が進み、絶滅危惧種となっている。生息数の減少の為近年では研究用に使用される事が少なくなっている。

## ワクチン開発の経済
AIDSワクチン開発の経済問題は、政府とNGOによる限界費用の引き下げが生じる場合があり
事前購買委託、又は事前買収制度(en)を取り入れる必要が生じる。2012年のエイズ会議でのthe HIV vaccines and Microbicides Resource Tracking Working Groupの調査によると、HIV治療ワクチンへの投資を含み、その他新しいHIVの予防法や男性器の切除のような医療等に対して、845万ドルが投入されている。公共部門に702万ドル（83%）、慈善部門に113万ドル（13%）、広告部門が30万ドル（4%）となる。また、ヨーロッパ政府から48,5万ドルが投入され、エイズワクチンの調査と開発には全体で80億ドルが投入されている事になる。2011年のHIVワクチンの調査と開発（R&D）には、2001年以来となる10万ドルの増加があった。

## 治験
1988年から1996年半ばまでの間にNIAIDが出資するエイズワクチン評価グループ(en)（以下、AVEG）によって米国内で行われた25のエイズワクチン第1･2相臨床治験に、HIVに感染していない健康な成人が1900名以上、自発的に参加している。
治験では、臨床試験における安全性の試験（第1相）と、臨床試験のその効果と短期での安全性の試験（第2相）、臨床試験の安全性、効果、投与レベルの試験（第3相）のそれぞれが計画され、第1相と第2.3相の臨床試験では患者数、期間、方法に関して異なる。
1996年半ば、少なくとも36のHIV予防ワクチンに関して世界中で小規模な臨床試験が行われており、米国アレルギー感染研究所（NIAID）は、適当な製品を特定でき次第、その有用性を確認するための大規模な治験実施へ移行している。NIAIDの取り組みは多岐に渡っており、NIAIDは次の3分野における研究を奨励している。HIVエンベロープタンパク質の構造と機能の理解、ワクチン及び病因研究の為の動物モデルの改良、そして免疫応答を最大限まで引き出すための生体内における抗原処理メカニズムの理解である。NIAIDはまた、参考資料、試薬保管所を設立し、HIV予防治験ネットワーク（HIVNET）プログラムによる研究を立ち上げ、後者は感染のおそれのある地域や個人を対象とした有益性試験を成功に導くために必要な、疫学やウイルス学の見地からの研究、および行動様式の研究を行っている
。
AVEGの治験では1996年半ばまでに、16の試験的エイズワクチン、10の抗原性補強剤（ワクチンで刺激された免疫応答をさらに拡大させる物質）、そして様々な送達担体および経路、投与量、免疫付与日程が試みられている。AVEGによる治験では、第1世代サブユニットワクチン注射の試験に重点的に取り組んでいた。これはHIV-1蛋白質、通常は糖蛋白質であるgp160又は外被糖蛋白質gp120を遺伝子操作によって複製したものである。その後、合成ペプチド（蛋白質を構成する単位を複数結合させることによって形成された小化合物）
や生ワクチンベクター、新しい送達担体や抗原性補強剤、そして、非常に変化しやすい表面蛋白質と比較的変化の少ない内在性HIV蛋白質とを組み合わせて作製したワクチン等についての臨床試験も行うようになっている。
また、1999年のアフリカで、臨床試験がウガンダ人ボランティア達の治験により開始された。この臨床試験は当時ウガンダで流行していた、HIVサブタイプAとDに対する細胞傷害性T細胞（CTL）の活動を見るものだった。初期においてはHIVエンベロープ蛋白質(en)に取り組みが集中された。13以上の外被糖蛋白質gp120(en)と糖蛋白質gp160(en)が候補となった。
糖蛋白質gp160は外被糖蛋白質gp120に比べて生産が難しく、利点が無かった為にAVEG(en)は外被糖蛋白質gp120に集中して取り組んだ。外被糖蛋白質gp120は多様で数が多いにも関わらず、その安全性と免疫原性の免疫応答に関して、中立抗体への誘導をほぼ100%受け入れ、希にCD8陽性細胞傷害性T細胞（CTL）を誘導した。予防接種の作成過程において、免疫応答をより強く長時間維持する為の追加免疫効果（ブースター効果）を数回繰り返し加えたが、外被糖蛋白質gp120を高濃度で免疫系へ誘導し維持する事が難しく、HIVを中和する必要があった。また、組換えDNA技術で作られたカナリア痘媒体が、他のウイルス媒体を全身に広げるという結果を受けて、カナリア痘媒体を増加させたボランティア達の体内にHIV以外のウイルス媒体を、全身に広げる事で体内の広範囲において細胞傷害性T細胞（CTL）が検出された。細胞傷害性T細胞の増加は、末梢血単核球 (en)（PBMC）に感染した原初となるHIV分離株を破壊する事に成功した。カナリア痘は、細胞傷害性T細胞の反応を誘導させる最初のHIVワクチン候補となる。臨床結果では、何人かのボランティア達の間でHIV-1以外の系統に感染させられた細胞を破壊する事にも成功したが、ボランティア全員の臨床結果に共通するものではなかった。また、下記の項目を誘導する目的においてHIVワクチンの臨床試験が行われた。
- 原初となるHIV分離株に対する中和抗体の活動
- 細胞傷害性T細胞反応
- 強い粘膜免疫反応

そして、今までAVEGが臨床試験を行った中でも期待できるワクチン戦略の1つがプライムブースト法（生ベクターワクチンと精製サブユニットワクチンを併用した逐次投与）で、異なる種類のワクチンそれぞれが持つ強みを組み合わせたことにある。ベクターワクチンは弱毒化したウイルス又は細菌を用いてHIVの一部の遺伝子的複製を運搬させ、体内の免疫システへと送り込み、細胞性免疫応答を刺激する。サブユニットワクチンは主に抗体を誘発する。プライムブースト法は他のHIVワクチン戦略に比べ、HIV-1中和抗体応答及び障害性Tリンパ球応答を一貫して誘発する効果が高い。

## 治療ワクチン
治療ワクチンの考え方は、新たな細胞活性を促す為に病原因子蛋白質をなんらかの方法で接種する事により、既に存在する特定の感染に対する免疫防御を改善するというものである。既にHIVを保有している患者に対して合成HIV抗原（例えば外被糖蛋白質gp160）からなる注入療法が行われている。これはHIVに対する免疫応答を亢進・拡大させ、疾患の進行を食い止める一因となると考えられている。体内に新たな蛋白質（抗原）が導入されると、その蛋白質の一部に感受性を持つナイーブCD4細胞は活性化されて新たな免疫防御を構築する。HIVに対する新たな防御を発揮出来る可能性のある生きたCD4細胞を選択的に増加させるために提案されている。

## HIVワクチンの展開
HIVワクチン開発には、すでにウイルスに感染した人々を中心に研究している研究者もいる。1986年パリ第6大学のダニエル・ザギャリー及び、米国立がん研究所のロバート・ギャロがヒトに抗HIV免疫をもたらす試みとして、既に発症している人に対してHIVのエンベロープ蛋白質を含む遺伝子操作ワクチンを注射するものであった。このワクチンはHIV蛋白質を無害なワクシニアン・ウイルスに組み込んだものである。このワクチンが実際に抗HIV免疫による防御を強化し得るという事が明らかになった。ギャザリー自身も、対象者の1人としてこの試験に参加している。ジョナス・ソークも似通った方針をとり、エイズの症状は普通、初感染から何年も経った後でないと発症しないのだから、手遅れになる前に感染者の身体の免疫防御を強化する方法があるのではないかと論じた。ソークはまず、HIVは一旦体内に入ると主に血流を通じてではなく細胞から細胞へと感染していくという前提から出発した。感染細胞はしばしば健全な細胞と融合し、ウイルスに満ちた集塊を形成する。そこで、異常細胞を破壊すれば内在するウイルスの多くを破壊する事が出来ると考えられる。ソークはこの方法を従来のワクチンの考え方と区別するため、免疫療法と名付けた。
また、これまでにさまざまなワクチン候補の安全性と免疫応答を刺激する能力を確認する臨床治験が世界中で行われており、試験的なHIVワクチンの大半は組み換え型のウイルス蛋白質からなり、エンベロープ糖蛋白質先駆体であるgp160また、gp120に基づくものである。試用されたワクチン候補はすべて経度の副作用しか生じず、被験者が充分耐えうるものであった。また、そのワクチンの基となったウイルス株と近い類縁関係にあるウイルス株を使用して分析をおこなったところ、かなり一貫して感染した細胞からHIVを防ぐ抗体の産出を刺激することもわかった。抗体値は数ヶ月以内に減少するものの、HIV特異的な免疫記憶細胞は1年以上残存するのである。メリーランド州ベセスダで1996年に行われたエイズワクチン開発の進捗に関する会議において、より新しく精度の高い検査方法を用いた盲検試験2件の結果が発表された。中和検査では、ウイルスを抗体と混合し培養細胞に加える事で、交代の存在が細胞感染を防ぐ事ができるか、またどの程度防げるのか確認する方法を取る。従来の検査では、培養細胞にPHAを加える。これにより細胞増殖を強く刺激し、細胞がはるかにHIVに感染しやすくなる。新しい検査は「静止細胞検査」といい、上記のような刺激を与えない。この検査では、ワクチンを受けたチンパンジー3頭の血液中に存在する抗体が実際にHIVを中和し、1年以上持続した事が明らかになった。これにより、チンパンジーにおいてHIVに対する防御と中和抗体の存在の間に相対的関係が示され、gp120ワクチンが中和抗体を誘発出来る事が明らかになった。ただし、gp120を使用した製品だけでは有意な細胞応答を誘発する事がない為、新しいHIVワクチン候補に取り組んでいる。ワクチン研究会は、HIVワクチンの「第2世代」に取り組んでおり、これらはすでに臨床治験の初期段階に入っている。第2世代の大半は以下の3種類に分けることが出来る。
- 組み換え型ベクターワクチン・・・人の細胞内でわずかしか精製されない生ウイルスを用い、1種類または複数のHIV蛋白質が発現するように遺伝子操作したもの。
- ペプチドワクチン・・・様々なHIV蛋白質を科学的に合成したもので、特定の主要なウイルスに対して集中的な免疫応答を誘導するように設計されている。
- 偽ウイルスワクチン・・・ウイルス抗原を含む小粒子を、遺伝子操作した発現システムにおいて生産し、活用するものである[出 39]。

また、HIVワクチン開発において、T細胞受容体を明確に証明する技術と細胞間の相互作用を調節する可用性分子であるサイトカインの有益性を証明をする技術が急がれる。サイトカインはHIVウイルスの複製を誘導するものもあれば、抑制するものもあり、細胞培養で生成された誘導サイトカインを遮断する抗体を加えると、HIVウイルスの複製が止まる事もある。
HIV未感染の人体を使った新しい研究がなされ、細胞宿主の中へ遺伝子を取り込みやすくする薬と共に、感染性のないHIV遺伝子を筋注によって血液中に取り込むDNA予防接種(en)では、細胞自身によってHIV蛋白質の産出を誘発し、これによってHIVを攻撃する抗体と細胞傷害性T細胞を産出する免疫システムを刺激する。この方法でプラスミドに組み込まれる。プラスミドはHIV遺伝子を発現させるのに必要な制御因子を産出する。2012年のエイズ会議では、腸の粘膜免疫におけるワクチン戦略が注目された。ワクチン開発は、HIV抗体の誘導や腸内における細胞性免疫反応を誘導する事が目標となっている。この戦略は腸粘膜免疫に新たな細胞を産出させて細胞性免疫反応と液性免疫反応を誘導するワクチンの開発に取り組んでいる。腸と繋がる口内リンパ組織の免疫反応は末端まで確立されていて、効果的に免疫促進分子を腸の粘膜へ送り出す事が出来る。腸関連リンパ組織（GALT）は、ウイルス複製の場所でHIV/SIVが貯まる。腸の粘膜組織内でウイルスエンベロープと細胞膜の融合時、CD陽性4細胞の液性受容体（NOD1、NOD2）に含まれる、蛋白質に結合する低分子物質（リガンド）がケモカインレセプターと結びつく事で、HIVは核細胞へ侵入してプロウイルスへの融合が始まる。NOD1、NOD2はバクテリアの細胞壁成分（PGN）からグラム陽性の染色体（真正細菌）とグラム陰性の染色体（原虫、白血球等の生体細胞）を判別する役割や、NOD1、NOD2の送り出す遺伝子情報を転写する信号（転写因子NF-kB）が、細菌やウイルス感染、腫瘍、組織損傷に伴う炎症性サイトカインへ変異を促したり、ケモカインの生産を促すものだと考えられていた。ウイルスと細胞膜の融合時、歯科で抜歯後に歯槽骨炎防止の為に包帯として使われるポリ乳酸を粒子状にしたポリ乳酸ナノ粒子（PLA NPs）を使用して、NODと結び付ける事でT細胞を活性化する役割を持つ新たな単核樹状細胞(MoDCs)を成熟させる事が可能となった。細胞が成熟する目印となるCD83、共刺激分子のCD86&CD80、そしてサイトカインの活動を見ることで単核樹状細胞の成熟を測るって事が出来る。具体的には以下の方法を用いている。
- ウイルス中の転写因子（NF-kB）の信号により、サイトカインやケモカイン等を産出させて、

ポリ乳酸とNODを結びつけたポリ乳酸化NODヌクレオチド（PLA-NOD NOs）がTリンパ細胞の活性化に繋がるかを判別した。
- マウスを使った口内及び皮下免疫組織の粒子の働きについて、

ポリ乳酸-カプシド蛋白質（p24）ヌクレオチド（PLA-p24 NOs）でカプセル化した状態とさせない状態を比較した。ポリ乳酸ナノ粒子と結びついた単核樹状細胞の成熟によって、液性反応が増加し、腸の粘膜免疫における浮遊ウイルスの排除反応を誘導させる事に成功している。今後、この仕組みを使った生物分解性のワクチンが展開される予定となっている。
また、P24（この蛋白質の存在はHIVの存在を意味している）というHIV核由来の蛋白質抗原を使い、
未診断のHIV感染者の症状が今後発現する可能性や、HIVウイルスを他者に感染させる人を判別する研究がなされた。
他にも、ペプチド、リポペプチド(en)、減衰器(en)、サルモネラ媒体を使った研究もある。

## HIVワクチン開発の理論
メリーランド州ベセスダにあるアメリカ国立衛生研究所（NIH）、ワクチン研究センターのゲイリー・ネイベルによれば、科学的研究が理想のAIDSワクチンを開発する為には、以下の幾つかの障害を超える必要があると言う。
- 第1に、動物モデルと人体での治験の間において齟齬がない事。
- 第2に、より効果的で、より簡易的な媒体においてワクチンの開発が可能になる事。
- 第3に、ワクチン候補には免疫反応の明確な理解がとても重要である事。

今まで試みられたHIVワクチンがHIV感染を防げなかった要因は以下の2点となる。
- 第一に、HIVはとても突然変異を起こし易い。

ウイルスが免疫系の液性応答、そして細胞障害性リンパ球の産出をする細胞性応答から逃れる。つまり、抗体の産出による浮遊ウイルスの排除反応と、細胞障害性リンパ球の感染細胞を破壊する反応から逃れる能力の為に感染された個人のウイルスの数は増加する。
実はウイルスに対するこの免疫応答は、遺伝子形質に変異するウイルス株の生存にとって好都合な作用をする。さらに、HIV遺伝子”nef”がCD8陽性T細胞の細胞障害性活性を減弱させる可能性がある。
- 第二に、HIV分離株は株自体がとても変化し易い。

HIVは複数系統群とHIVサブタイプに分類出来るが、ワクチンが効果を発揮するには、さまざまな型のウイルスを防ぐことが出来るものである必要があり、この幅に欠けがあると効果は好ましくない。また、HIVワクチン開発の過程において、細胞傷害性T細胞による感染細胞を破壊する反応が働く事で、正確な抗体反応を測る事が困難となる
。
ほとんどのウイルスの複製と拡散行動は、体内において感染の数日後に起こり、ワクチンの誘導によってT細胞がウイルス粒子のいる場所で細胞の活性と増加行動を起こすまでに数週間を要する。研究者はワクチンが投与後の初期において、T細胞がウイルス粒子複製行動を阻止する場合、酵素に結合してその触媒作用に効果を及ぼす分子（effector）の復元作用を活性化させ続ける目的があるのではないかという仮説をしている。他のウイルス性疾患に対するワクチンと比較をすると、
- ほとんどのワクチンは、感染から回復された個人に通常見られる再感染に対する自然免疫の擬態がある。

HIVには、感染後ほとんど回復が見られないエイズ患者がおり、日和見感染等を誘発して日々の生活に危険が伴う。
- ほとんどのワクチンは、急性疾患に罹る事を防ぐものであって感染自体を防ぐものではない[出 51]。

HIV感染はエイズ発症前に長期潜伏期間がある。
- ウイルス性疾患に対するワクチンは、ウイルス菌全部を殺菌もしくは、微生物の働きを弱める。

HIVは抗原性の維持をさせない為、レトロウイルスが宿主細胞のDNAに組み込まれる性質を使用して、細胞の形質転換をさせるレトロウイルスワクチンの使用に問題を生じさせる。
- ほとんどのワクチンは気道、又は胃腸菅の表面粘膜を通じて感染予防をする。

HIV感染のほとんどは生殖器官を通じて感染する。
その為、HIVワクチン開発方法には従来とは異なる新しい生物医学的な技術や免疫系の理論的進捗
に集中する必要があると多くの研究者達が考えている。

## 遺伝子組換え穀物
遺伝子組換え穀物(en)はHIVワクチンを得る効果的な方法である。遺伝子組換え穀物を基に創ったワクチンは、熱処理による低温流通方式(cold chain)の必要が無く、生産と管理が容易である為に適している。近年、被膜化（エンベロープ）した穀物を基にしたワクチンの方が、従来のワクチンに比べ、生産面における競争率と効果率、さらには高い免疫原性の免疫応答さえも見せている。
遺伝子組換穀物からは、ペプチドから他粒子構成されたワクチン、免疫反応の補助的手段、殺菌薬（汎用分子として）、穀物由来のモノクローナル抗体に関連したもの等幅広い可能性が導き出される。遺伝子治療としても潜在的な側面を合わせ持ち、また、治療においても腸管を経由せずに（皮下、筋肉、静脈へも）直接施せるだけでなく、口から取る事が出来る。

## 予防薬
2012年7月16日、アメリカ食品医薬品局は性行為におけるHIV感染を防ぐ為の予防薬ギリアド・サイエンシズピル、テノホビル(en)を認可した。これは、性行為を通じてHIV感染の危険を減らす事が可能な最初の薬品となる。

## 将来
2012年7月の発表では、2019年にはHIVに効果的なワクチンが完成するだろうと推測している
Aワクチン(en)（SAV001）は2011年にロンドンのオンタリオにおける、動物モデルが成功して、人体での臨床試験が開始された。